# ハギ
ハギ（萩、胡枝花 Lespedeza）は、マメ科ハギ属の総称。落葉低木。秋の七草のひとつで、花期は7月から10月。

## 名称
「萩」は本来はヨモギ類（あるいは特定の種を挙げる資料もある）の意味で、「はぎ」は国訓である。牧野富太郎によるとこれは「艸+秋」という会意による国字であり、ヨモギ類の意味の「萩」とは同形ではあるが別字という。
「芽子」「生芽」とも字を当てる。

## 分布
東アジア、南アジア、北米東部、オーストラリアの、温帯・亜熱帯。

## 特徴
数種あるが、いずれも比較的よく似た外見である。
背の低い落葉低木ではあるが、木本とは言い難い面もある。茎は木質化して固くなるが、年々太くなって伸びるようなことはなく、根本から新しい芽が毎年出る。直立せず、先端はややしだれる。
葉は3出複葉、秋に枝の先端から多数の花枝を出し、赤紫の花の房をつける。果実は種子を1つだけ含み、楕円形で扁平。
荒れ地に生えるパイオニア植物で、放牧地や山火事跡などに一面に生えることがある。

## 分類

### 範囲
ハギ属は当初、Maximowicz (1873) により、現在のハギ属・ハナハギ属 Campylotropis ・ヤハズソウ属 Kummerowia にわたる範囲に定義された。
現在それらは3属に分けられ、それらをまとめる分類群としてハギ亜連 Lespedezinae がある。

### 亜属・節
ハギ属は、北米のハギ亜属 subgenus Lespedeza と、アジアのヤマハギ亜属 subgenus Macrolespedeza に分かれる。芽生えの第1節の葉が、ハギ亜属では互生、ヤマハギ亜属では対生する。従来は、アジア・北米のハギ亜属とアジアのヤマハギ亜属に分けられていたが、この分類は系統を反映していない
2亜属は、それぞれ2節ずつ、計4節に分かれる。それらには計44種（および43雑種）が含まれる。
- ハギ属 Lespedeza
  - ハギ亜属 subgenus Lespedeza - 北米。11種。
    - ハギ節 section Lespedeza - 7種。
    - section Lespedezariae Torr. & A. Gray - 4種。

  - ヤマハギ亜属　subgenus Macrolespedeza (Maxim.)H. Ohashi - アジアの系統。33種。
    - ヤマハギ節 section Macrolespedeza Maxim. - 9種。
    - シベリアメドハギ節 section Junceae (Maxim.) H. Ohashi & T. Nemoto - 24種。

### 種
代表的なものをあげる。
- Lespedeza angustifolia
- ヤマハギ Lespedeza bicolor
- キハギ Lespedeza buergeri
- Lespedeza capitata
- メドハギ Lespedeza cuneata
- マルバハギ Lespedeza cyrtobotrya
- オオバメドハギ Lespedeza davurica = Lespedeza daurica
- ビッチュウヤマハギ Lespedeza formosa
- Lespedeza frutescens
- Lespedeza hirta
- サガミメドハギ Lespedeza hisauchii
- ツクシハギ Lespedeza homoloba
- カラメドハギ Lespedeza inschanica
- シラハギ Lespedeza japonica
- シベリアメドハギ Lespedeza juncea
- Lespedeza leptostachya
- リュウキュウハギ Lespedeza Liukiuensis}
- Lespedeza maximowiczii
- クロバナキハギ Lespedeza malanantha
- ケハギ Lespedeza patens
- Lespedeza pilosa
- Lespedeza potaninii
- Lespedeza procumbens
- Lespedeza repens
- Lespedeza stuevei
- Lespedeza texana
- ミヤギノハギ Lespedeza thunbergii
- Lespedeza violacea
- Lespedeza virgata
- Lespedeza virginica

※ このほか、マメ科植物で、ハギの名を持ったものにはメドハギ・ヤブハギ・ヌスビトハギ・ネコハギなど多くのものがある。他に、ヒメハギはマメ科ではなく、ヒメハギ科に属するが、花の外見がややマメ科に似る。

### 主な雑種
- Lespedeza × acuticarpa
- Lespedeza × brittonii
- Lespedeza × divaricata
- Lespedeza × intermixta
- Lespedeza × longifolia
- Lespedeza × manniana
- Lespedeza × neglecta
- Lespedeza × nuttallii
- Lespedeza × oblongifolia
- Lespedeza × simulata

## 利用

### 緑化資材
ハギは、マメ科植物特有の根粒菌との共生のおかげで、痩せた土地でも良く育つ特性がある。この特徴を買われ、古くから道路斜面、治山、砂防など現場で緑化資材として活用されている。現在では、ヤマハギ、メドハギの種子が、斜面緑化のための吹付資材として用いられている。

### 飼料
日本では戦後まもなくまでは、家畜の冬季の飼料として、萩の葉が利用された。秋に山から枝ごと刈ってきて、乾燥させて葉だけを取り、干し草などに混ぜ込んで与えていた。

## 文化

### 和歌
古くから日本人に親しまれ、『万葉集』で最もよく詠まれる花でもある。秋萩と牡鹿のペアの歌が多い。

### 民俗
- 中秋の名月に萩・薄（）を月見団子と共に月に供える風習がある。萩も薄（）も、昔の日本では山野に自生する身近な植物であった。
- 花札では7月の絵柄として、「萩に猪」、「萩に短冊」、カス2枚が描かれる。

### 文芸
- 萩の名所である歌枕として宮城野がある。
- 山上憶良の歌「萩の花 尾花 葛花 瞿麦の花 女郎花 また藤袴 朝貌の花（万葉集・巻八 1538）」

### 音楽
- 『萩の露』（地歌・箏曲）　幾山検校作曲。幕末に京都で活躍した盲人音楽家幾山検校の代表曲。恋に破れ涙に暮れる自分を露の萩にたとえ、秋の風物を詠み込んだ「手事もの」曲。
- 『萩桔梗』（端唄）

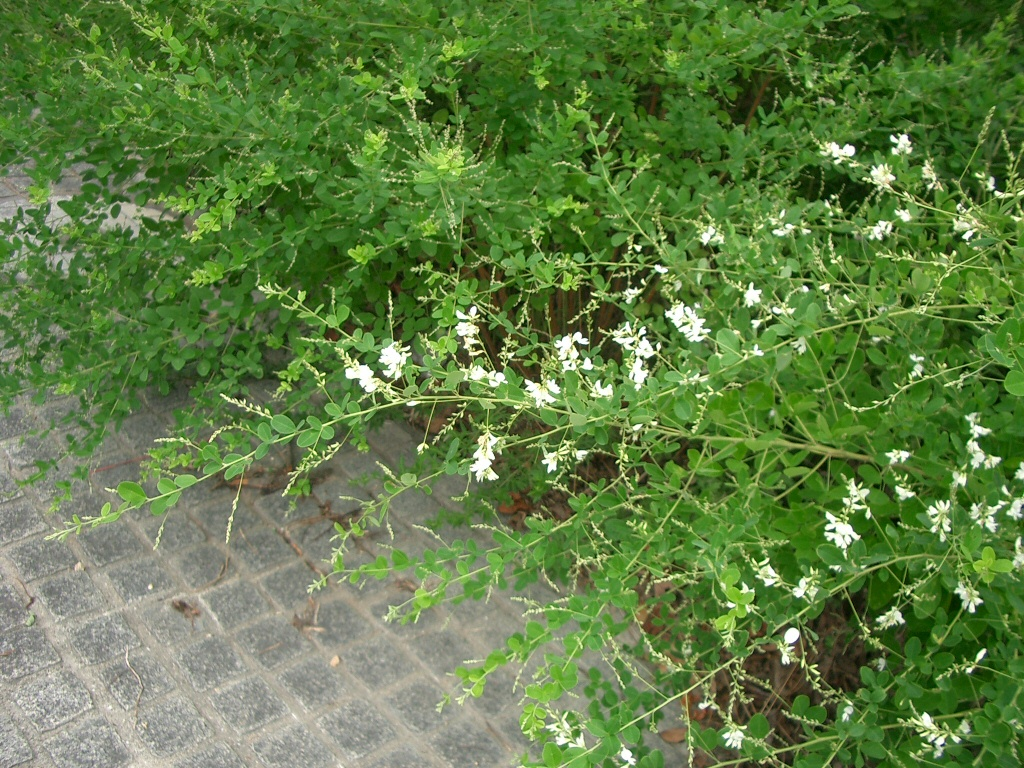
白萩
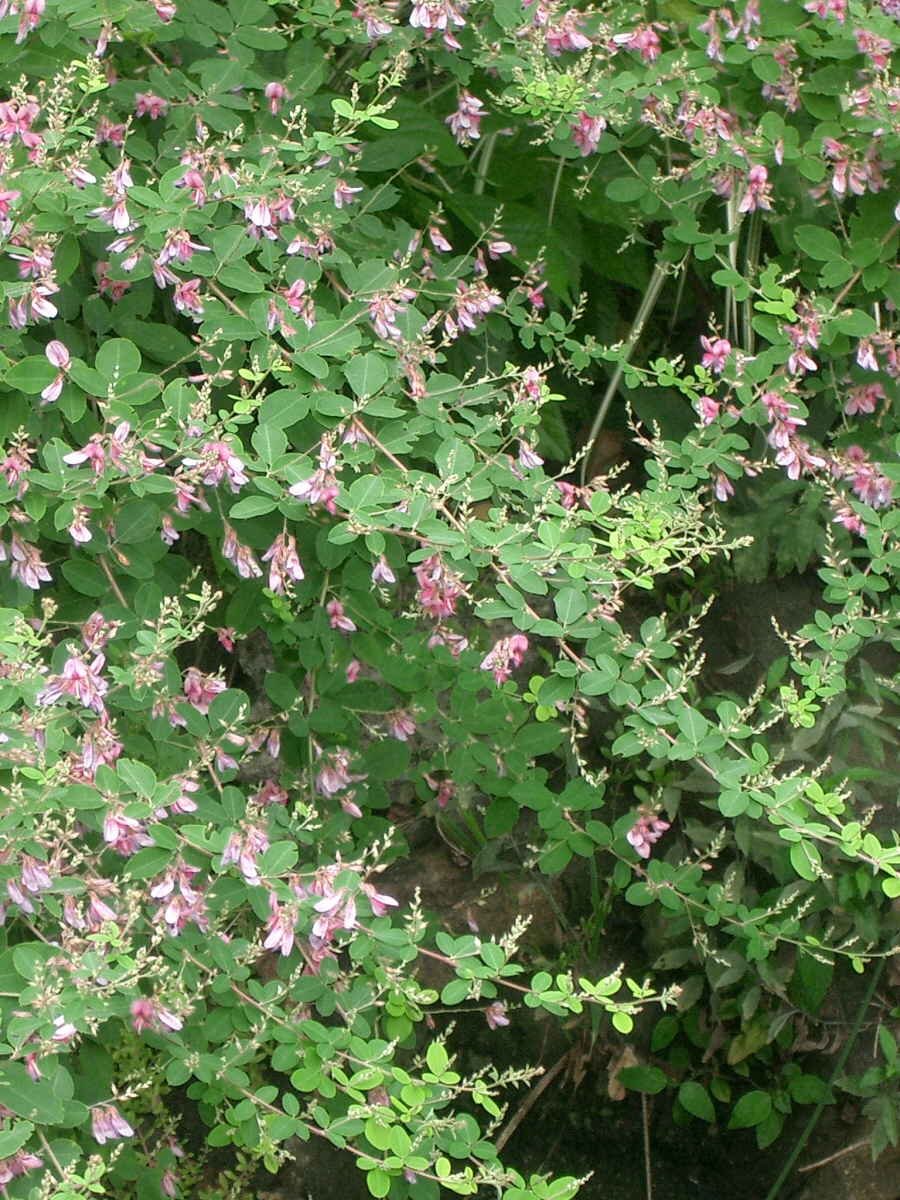
紅萩

## シンボリズム

### 都道府県の花
- 宮城県（ミヤギノハギ）

### 市区町村の花
- 北海道 - 岩内町、別海町
- 青森県 - 大鰐町
- 宮城県 - 仙台市（歌舞伎の「伽羅先代萩」に因んで名付けられたセンダイハギという品種がある）
- 山形県 - 長井市
- 埼玉県 - 日高市
- 茨城県 - 水戸市、高萩市
- 東京都 - 目黒区、武蔵野市
- 福井県 - 敦賀市
- 京都府 - 福知山市

### その他
- 皇族・高円宮家の承子女王のお印である。[4]
- 東北大学のロゴマークは所在地である仙台とおなじ萩をモチーフとしており、校友会も「萩友会」である[5]。